# Instituut voor Landbouw-, Visserij- en Voedingsonderzoek
Het Instituut voor Landbouw-, Visserij- en Voedingsonderzoek (ILVO) is een onafhankelijk wetenschappelijk onderzoeksinstituut van de Vlaamse overheid. Via praktijkgericht onderzoek werkt het mee aan de verduurzaming van de landbouw, visserij en agrovoedingssector. In eerste instantie in Vlaanderen, maar bij uitbreiding ook in België, Europa en in de rest van de wereld. Tien 'prioritaire thema's' geven richting aan het onderzoek en de investeringen die ILVO doet.
De activiteiten van ILVO zijn verspreid over 8 sites in Merelbeke, Melle en Oostende. In Merelbeke/Melle (nabij Gent) zijn de activiteiten rond landbouw, veehouderij, technologie en voeding gevestigd, in Oostende de activiteiten rond marien onderzoek.
ILVO bestaat organisatorisch uit 4 eenheden: de Eenheid Dier, Eenheid Plant, Eenheid Technologie & Voeding en de Eenheid Landbouw & Maatschappij. Om zijn rol als toekomst- en vraaggericht kenniscentrum verder uit te bouwen richtte de organisatie zogenaamde 'living labs' op, plaatsen voor innovatief onderzoek in nauwe samenwerking met de betrokken eindgebruikers. Er zijn vandaag zes thematische ILVO living labs: Food Pilot, Living Lab Veehouderij, Living Lab Plant, Marien Living Lab, Living Lab Agrifood Technology, Living Lab Agro-ecologie en Biologische landbouw. Daarnaast heeft ILVO een Expertisecentrum Landbouw en Klimaat (ELK), dat de vinger aan de pols houdt én communiceert over het klimaatgerelateerde onderzoek.

## Visserij
Binnen de Eenheid Dier van het ILVO is er het Onderzoeksdomein "Visserij". Deze eenheid was vroeger gekend als het Departement Zeevisserij.
Het Departement Zeevisserij werd in 1962 opgericht, als een van de satellieten van het Centrum voor Landbouwkundig Onderzoek (CLO) te Gent. Tot 2001 ressorteerde het CLO onder het federale Ministerie van Landbouw en Middenstand, maar in 2002 kwam het onder voogdij van de Vlaamse overheid. Toen werd het een beleidsondersteunende openbare onderzoeksinstelling, afhangend van en gesuperviseerd door het toenmalige Ministerie van de Vlaamse Gemeenschap. Op 1 januari 2006, bij de uitvoering van Beter Bestuurlijk Beleid, kwam de huidige structuur van kracht.

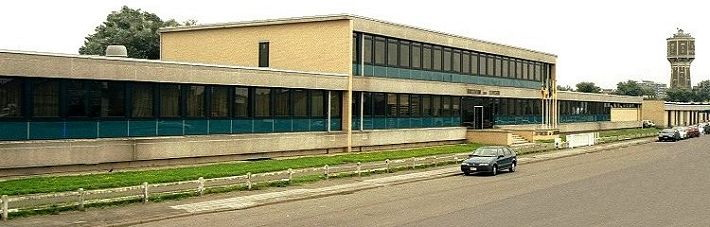
Voormalige gebouwen van het onderzoeksdomein Visserij te Oostende

### Opdracht
De kerntaak van de dienst is het uitbouwen van de wetenschappelijke basis voor:
- de rationele en duurzame exploitatie van de levende mariene rijkdommen, vanuit biologisch, ecologisch, technisch en socio-economisch oogpunt;
- de bescherming van het mariene milieu als habitat voor deze rijkdommen; en
- de kwaliteitscontrole en -garantie van visserijproducten.

### Profiel

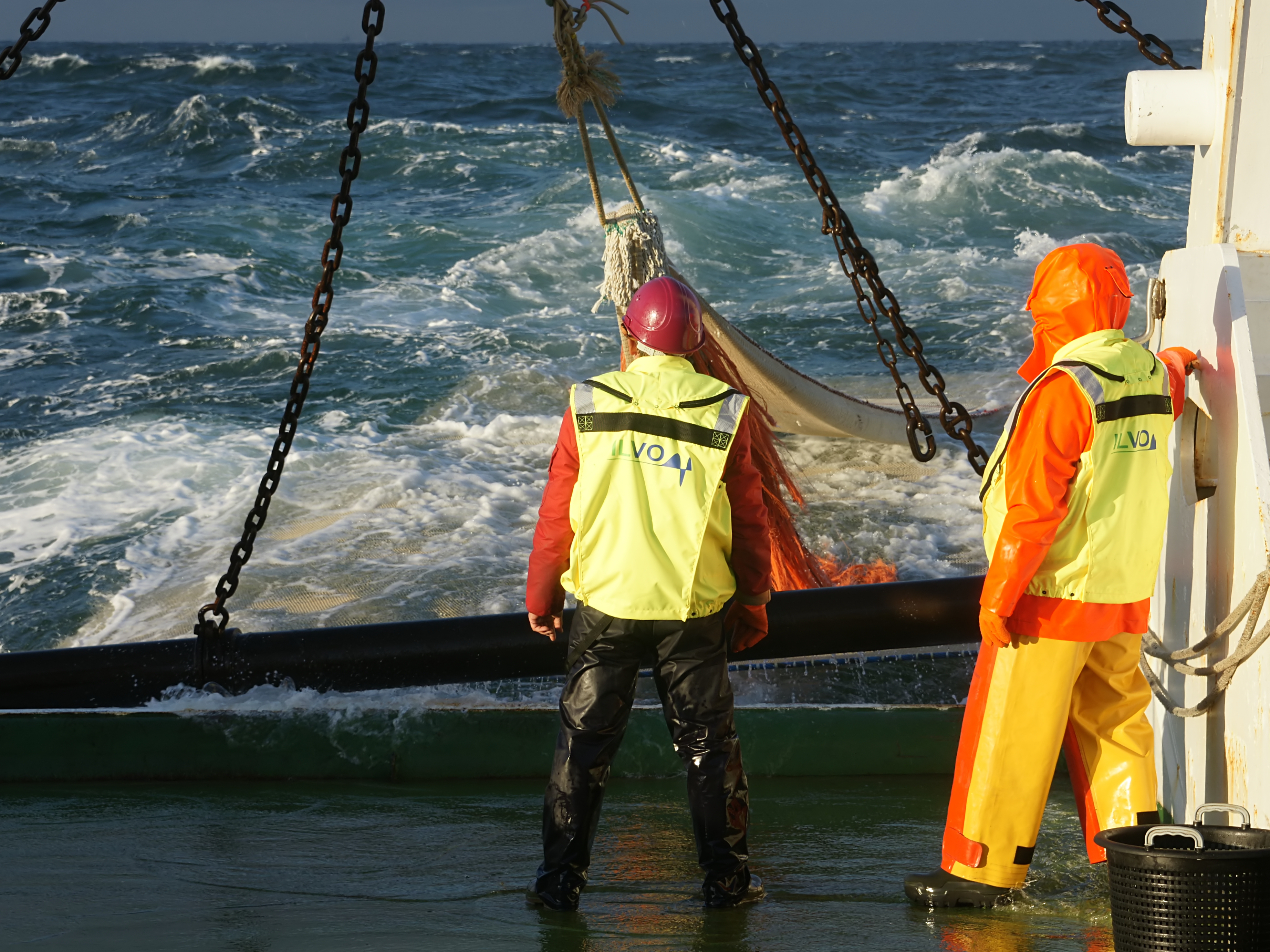
ILVO Biologisch milieuonderzoekteam aan het werk op zee.

Deze cel van het ILVO is gelegen in Oostende en omvat vijf operationele afdelingen: Aquacultuur, Biologisch milieuonderzoek, Chemische monitoring en producttechnologie, Visserijbiologie en Technisch visserijonderzoek. De onderzoeks- en adviestaken van de afdelingen zijn sterk dienstengericht, ten behoeve van internationale wetenschappelijke organisaties en beheersorganen, de overheid (zowel regionaal als federaal), de visserijsector en de consument.
Het ILVO is actief betrokken in tal van coöperatieve onderzoeksprogramma's, gefinancierd door of onder de auspiciën van de Europese Unie, de Internationale Raad voor het Onderzoek van de Zee (ICES), de Conventies van Oslo en Parijs voor de Bescherming van het Mariene Milieu (OSPAR), de Internationale Organisatie voor Normalisatie (ISO), de Voedsel- en Landbouworganisatie, de West-Europese Associatie van Vistechnologen (WEFTA), de federale overheid, de Vlaamse overheid en de visserij-industrie.

#### Aquacultuur
Aandacht wordt besteed aan de uitbouw van maricultuur in België, door begeleiding bij reconversie naar viskweek in recirculatiesystemen, de ontwikkeling van duurzame schelpdierkweek in open zee, en onderzoek naar de mogelijkheden van restocking als herstel van visbestanden.

#### Biologisch milieuonderzoek

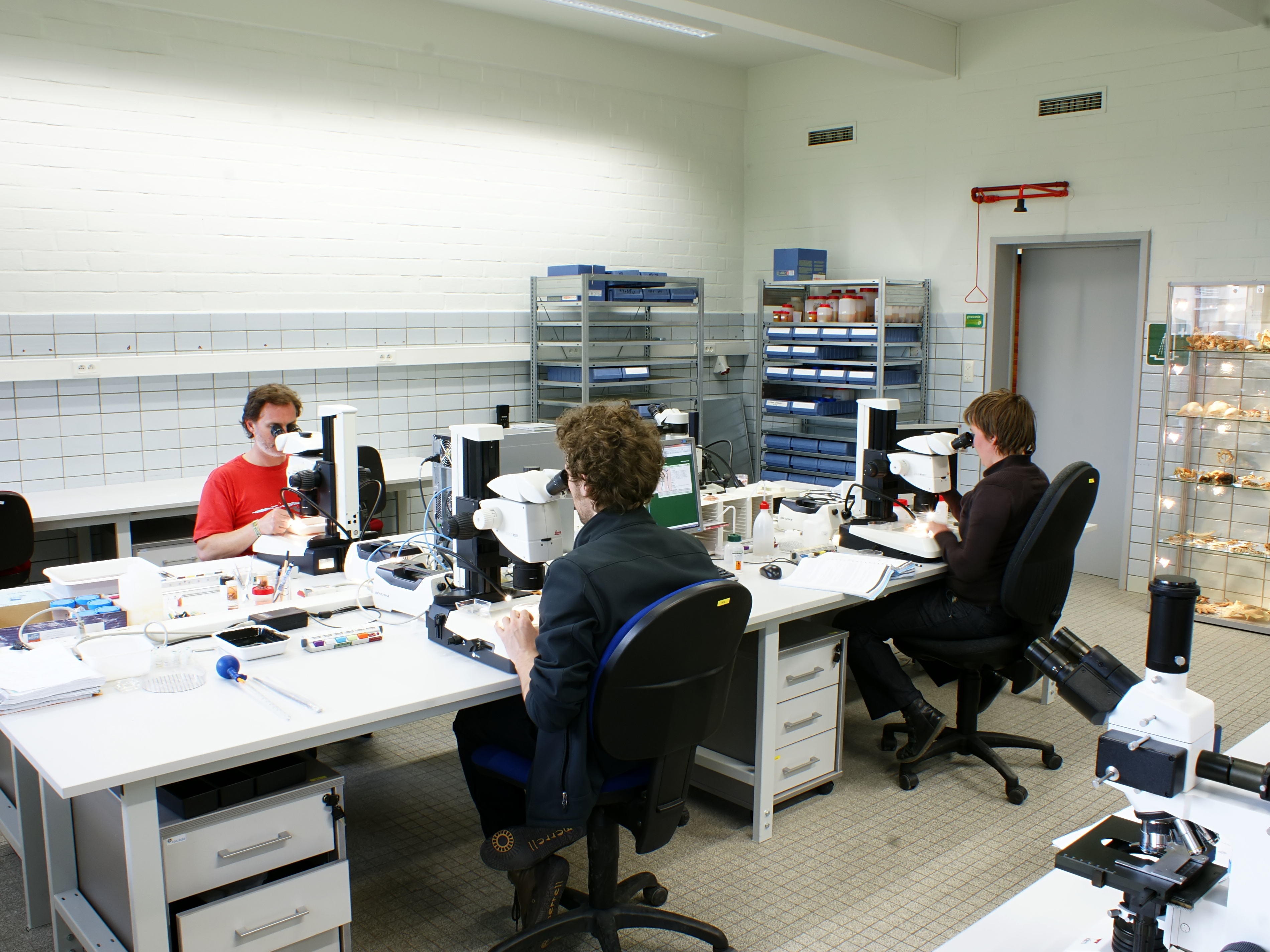
Microscopielaboratorium

De afdeling Biologisch milieuonderzoek onderzoekt de impact van menselijke verstoringen op de zeebodem en de bodemfauna. Op biologisch vlak worden de structurele patronen in het voorkomen van het benthos onderzocht. Het monitoringonderzoek kadert in internationale conventies, en wordt in rekening gebracht bij de toekenning van exploitatievergunningen aan diverse gebruikers van de zee.

#### Chemische monitoring en producttechnologie

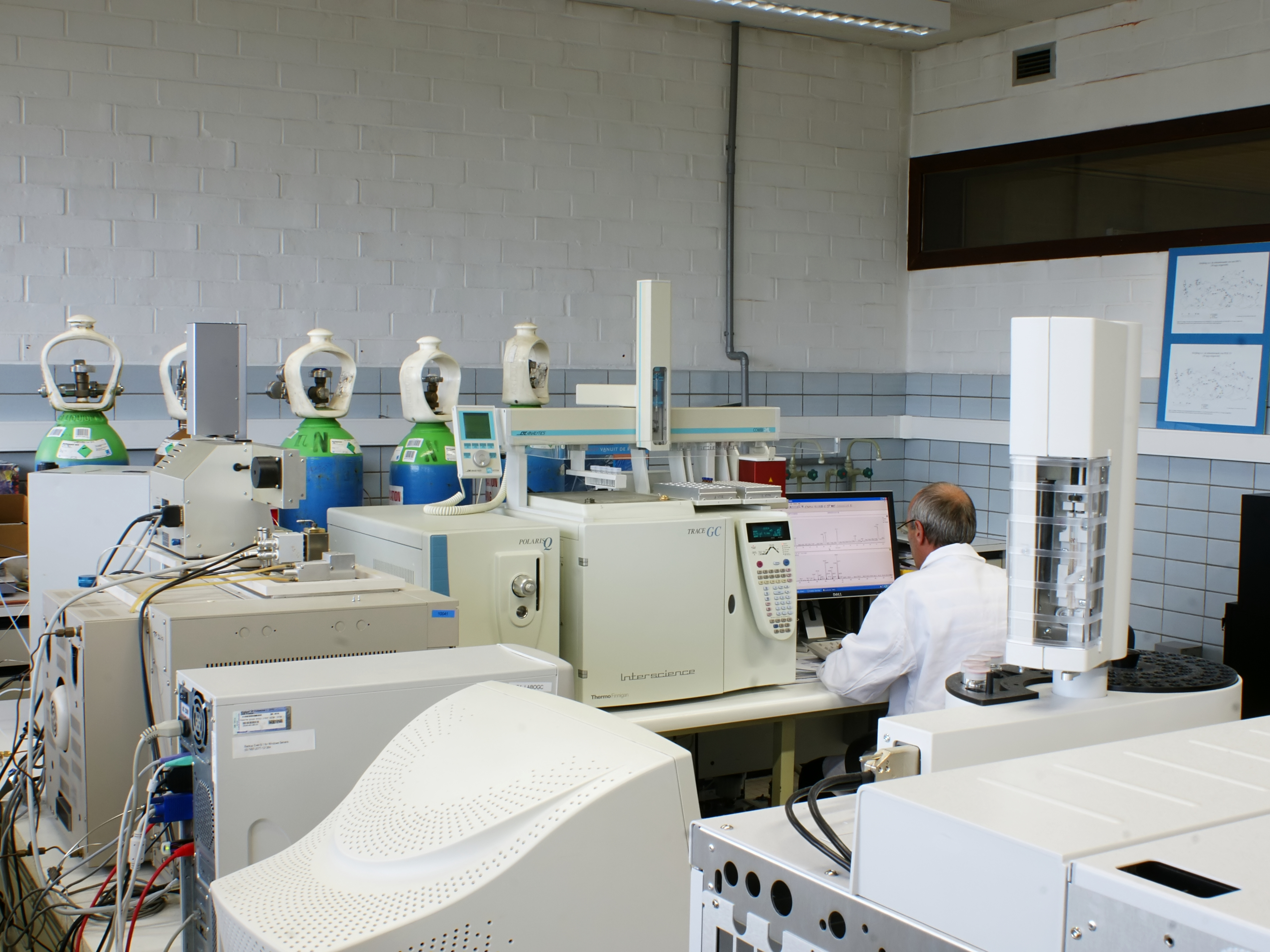
Chromatografielaboratorium

Het programma van deze afdeling richt zich op het onderzoek naar de kwaliteit en de kwaliteitsverbetering van visserijproducten. Dit omvat de versheid, de hygiënische, nutritionele en commerciële kwaliteit van dergelijke producten, de biologische conditie van vis, schaal- en weekdieren, en de authenticiteit van visserijproducten. Het onderzoek naar de versheid is vooral gericht op de objectieve evaluatie door middel van sensorische, fysische, chemische en biotechnologische methoden, en de bewaring van de versheid bij de primaire productie. De authenticiteit van visserijproducten wordt onderzocht door middel van soortspecifieke eiwit- en DNA-patronen. Binnen de chemische monitoring worden de gehaltes en trends van organische stoffen, organo-tin-verbindingen en zware metalen in het sediment en in organismen bepaald. Op biochemisch vlak worden diverse technieken aangewend om de biologische effecten van vervuiling bij vissen, schaal- en schelpdieren te bestuderen.

#### Visserijbiologie
Kerntaak van de Afdeling Biologie & Aquacultuur is de biologische datacollectie en adviesvorming ter ondersteuning van het Europees Gemeenschappelijk Visserijbeleid. Daartoe verzamelt de afdeling zowel visserijafhankelijke als visserijonafhankelijke informatie met betrekking tot de vis- en schaaldierbestanden, en voert ze stockramingen en vangstprognoses uit op alle stocks die van economisch belang zijn voor de Belgische zeevisserij.

#### Technisch visserijonderzoek
De voornaamste doelstelling van het technisch visserijonderzoek is het ontwikkelen van efficiënt en milieuvriendelijk vistuig. Dit omvat het verbeteren van bestaande vistuigen, het introduceren van nieuwe, alternatieve visserijmethodes in de Belgische zeevisserij en het ontwerpen van volledig nieuwe vistuigen. Het hedendaags visserijonderzoek schenkt hierbij vooral aandacht aan de reductie van de ongewenste bijvangsten en de teruggooi door het verbeteren van de lengte- en soortenselectiviteit, en het verminderen van de ecologische impact van het vistuig. Het evalueren, modelleren en ondersteunen van de technische maatregelen van de Europese Commissie ter bescherming van de visstand, draagt eveneens bij tot de realisatie van een duurzame visserij. Ten behoeve van de sector wordt advies verleend met betrekking tot visserijmethodes, vistuig, netmaterialen en de uitrusting van vissersvaartuigen.